# Грабіж археології

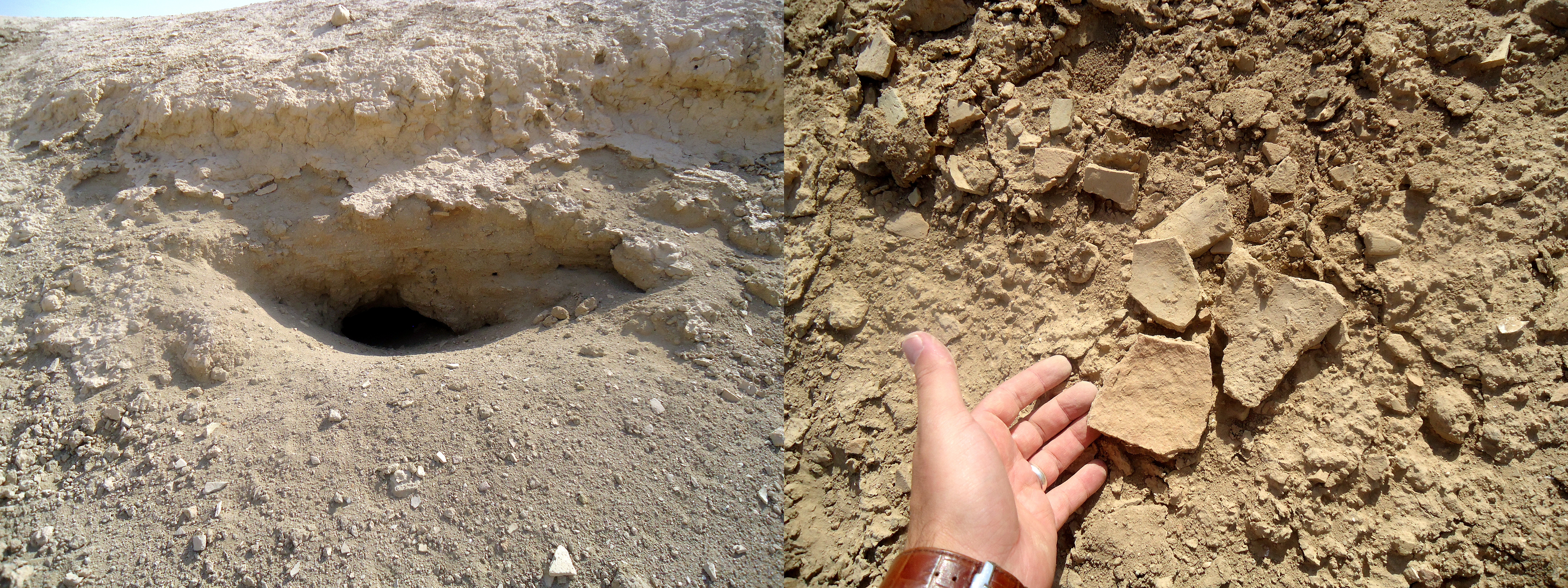
Яма викопана грабіжниками археологічних пам'яток (ліворуч) у стародавньому шумерському місті Кіш, Ірак. Біля ями розкидані уламки кераміки (праворуч).

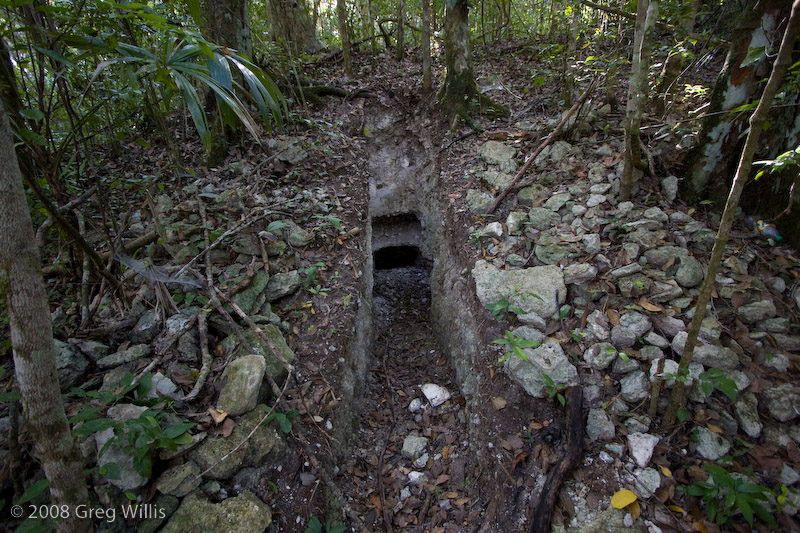
Траншея викопана грабіжниками археології у Гватемалі.

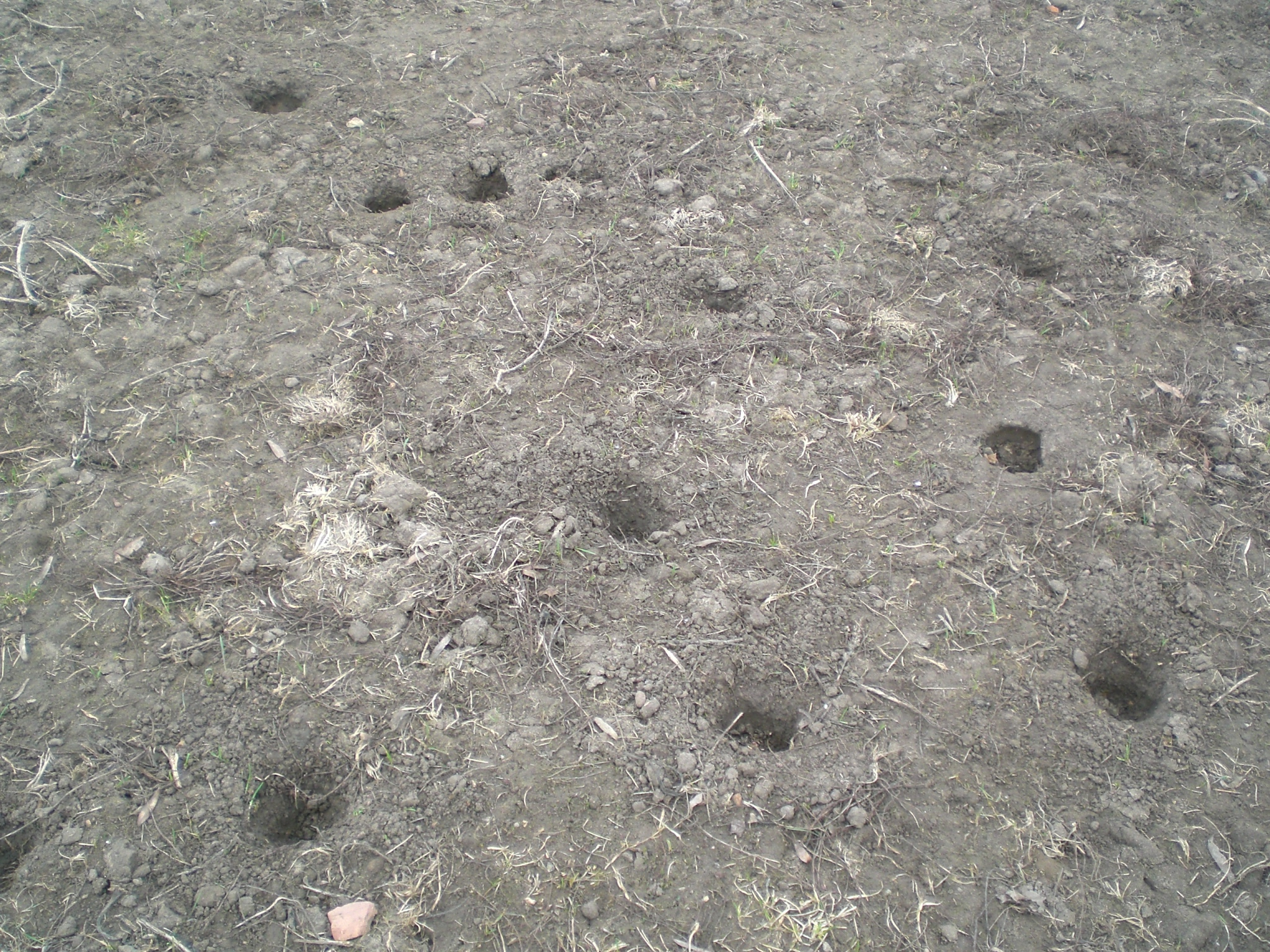
Характерні ямки на полі, викопані грабіжниками археології (Німеччина).

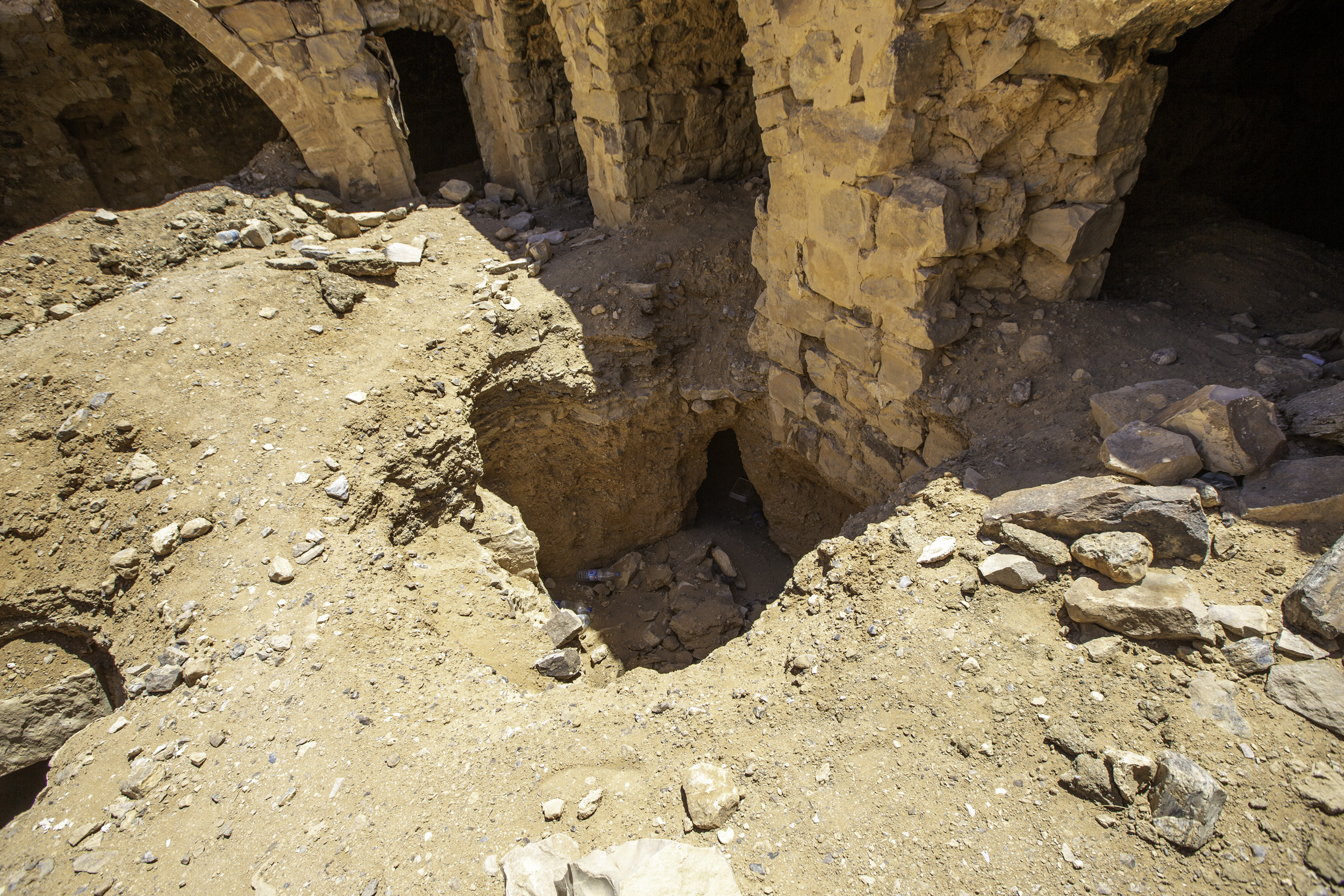
Яма викопана грабіжниками археології у Йорданії.

Граб́іж (граб́унок, грабув́ання) археол́огії — це незаконний видобуток археологічних пам'яток, що включає їхній розшук та привласнення. Такі пограбування є основним джерелом артефактів для нелегального ринку старожитностей та підіпільних колекцій. Грабунок, як правило, передбачає або незаконне вивезення артефактів з країни їх походження, або розповсюдження награбованих товарів усередині країни. Поширеність грабежу археології у країні пов'язаний з її економічною та політичною стабільністю, при цьому він зростає під час криз, хоча грабіж відбувається і в мирний час, адже для грабіжників таке заняття є способом заробітку. Вважається, що грабіж археології найбільше поширений у так званих «археологічних країнах», таких як Італія, Греція, Туреччина, Кіпр та інші райони Середземноморського басейну, а також у багатьох регіонах Африки, Південно-Східної Азії та Центральної та Південної Америки, які мають багату археологічну спадщину, значна частина якої досі невідома археологічній науці. У багатьох країнах діють закони проти грабежу старожитностей, згідно з якими вивезення культурного об'єкта без офіційного дозволу є незаконним та вважається крадіжкою. Грабунок археології не тільки незаконний; він перешкоджає доступу суспільства до культурної спадщини, фактично знищуючи її.
В Україні та деяких пострадянських державах осіб, що грабують археологічну спадщину, часто називають «чо́рні археоло́ги» або «ч́орні копач́і». Саме явище загалом в Україні інколи називають «чорна археологія». В деяких інших країнах це явище можуть називати «розграбування гробниць» чи «пограбування могил» (англ. Grave robbery, ісп. Robo de tumbas, болг. Ограбване на гробници, нім. Grabraub), в Польщі — «цвинтарні гієни» (пол. Hieny cmentarne). Проте пограбування могил — це лише різновид грабування археології. Пограбування могил — це незаконне вивезення тіл з місць поховань, що часто передбачає викрадення з поховань артефактів або особистих речей, які пізніше можуть бути продані на чорному ринку.

## За країною

### Єгипет
Значна частина культурної спадщини Єгипту була й залишається під загрозою розграбування. Розкрадачі гробниць та грабіжники археології намагалися розграбувати пам'ятки доби фараонів від часів їхнього створення. Революція Арабської весни 2011 року загострила цю проблему. Після революції, за деякими даним, у трьох містах Саккара, Лішт і Ель-Хібе обсяги грабежів археології зросли на п'ятсот відсотків. Багато місць часто залишаються без охорони та моніторингу через брак фінансування. Нещодавно з'явився рух в соціальних мережах, учасники якого намагаються повідомити та задокументувати втрати й пошкодження, завдані грабіжниками, борячись таким чином з подальшими крадіжками та вандалізмом.

### Сирія

#### Апамея
Апамея була греко-римським містом з великим акрополем у західній частині сучасної Сирії, на березі річки Оронт. Це важливий археологічний об'єкт із кількома великими руїнами, такими як Велика колонада та великий театр римської доби. У хаосі, спричиненому громадянською війною в Сирії, це місце було розграбоване та суттєво пошкоджене, про що свідчать супутникові зображення цього району.

#### Дура-Европос

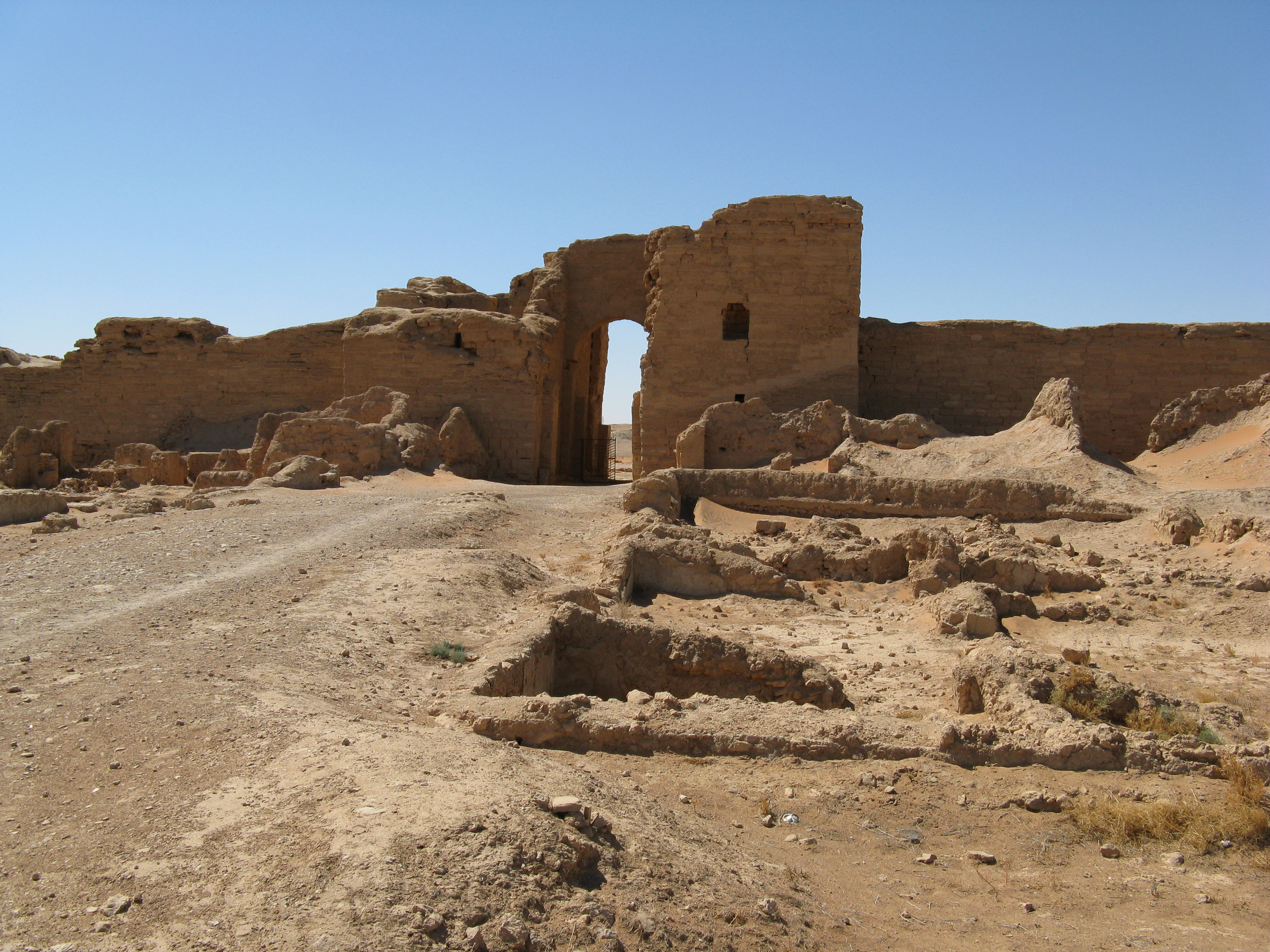
Руїни Дура-Европос

Дура-Европос — це стародавнє місто, розташоване на території сучасної південно-східної Сирії, територія якого становить близько 140 акрів. Воно було збудоване з каменю у 256 році нашої ери на місці більш раннього римського містечка. У 1920 році його виявили британські солдати під час риття окопів у Першу світову війну. Тут було знайдено численні скульптури, святині та пам'ятки різних культур і релігій (римської, шумерської, пальмірської, юдейської, парфянської та грецької). А також сакральну архітектуру, настінні розписи та найдавніше зображення Ісуса Христа. Пам'ятка є сумішшю різних культурних традицій. Є дані, що через грабіжників зруйновано 70 відсотків від площі пам'ятки. Судячи з супутникових знімків 2014 року, на глинобитних стінах залишилися з'явилися кратери.

### Перу

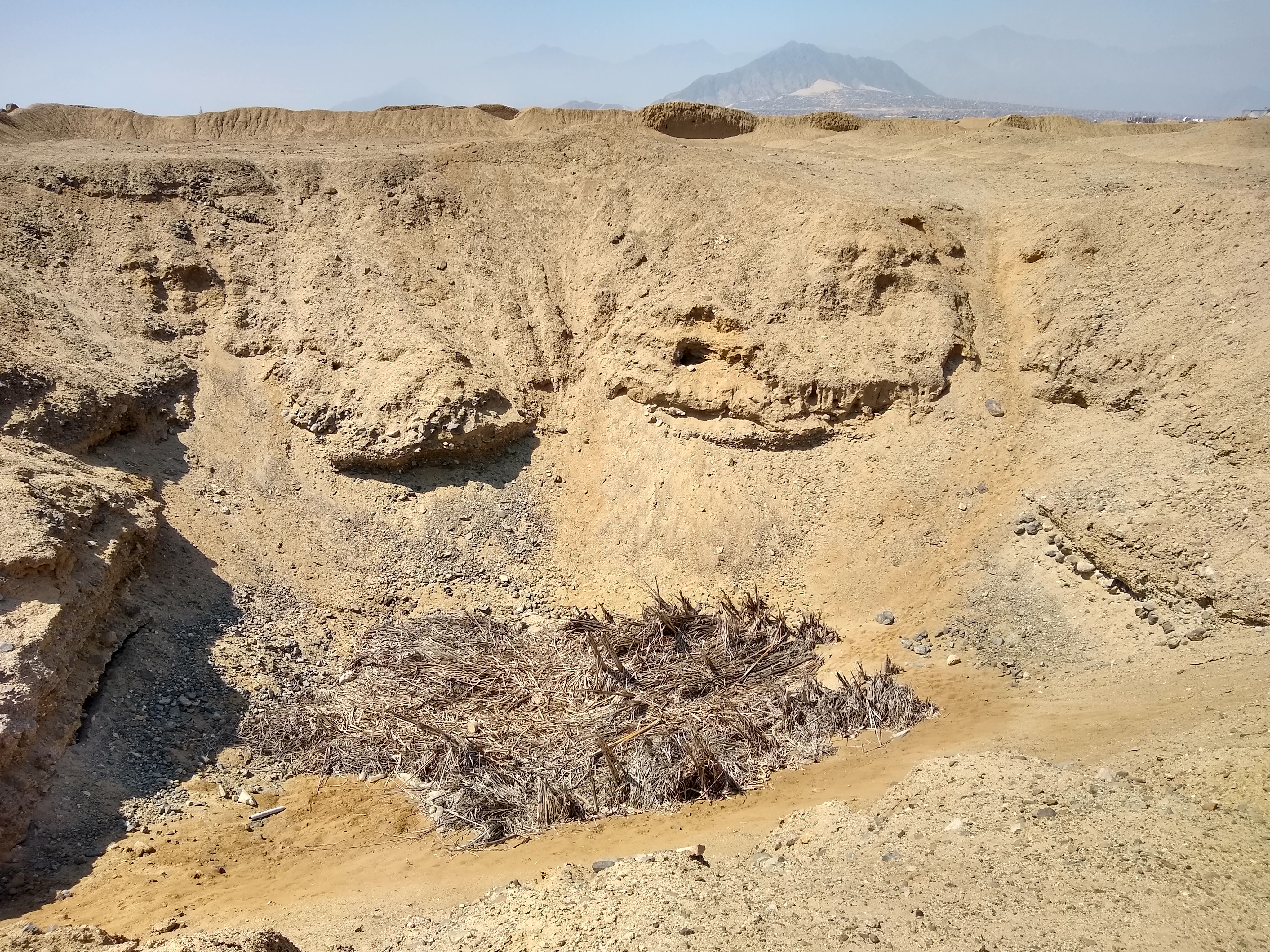
Яма, викопана чорними копачами у Чан-Чан, Перу

#### Вентаррон
Вентаррон — археологічна пам'ятка в регіоні Ламбаєке на півночі Перу. Це місце розташування храму, побудованого приблизно за 2000 років до нашої ери, що робить його однією з найстаріших археологічних пам'яток Південної Америки. Руїни храму неодноразово грабували, в основному через погану охорону. Дослідження Lasapornara et al. використовує супутникові знімки, щоб дослідити масштаби грабунку.

### Україна
В Україні словосполучення «чорна археологія» часто позначає дії фактично протилежні за змістом до справжньої археологічної науки — археологічні знахідки вилучаються із місць їх першопочаткового знаходження та втрачають свою наукову значимість, адже не відбувається правильної наукової фіксації та опису. Тому такі пам'ятки хоч й не втрачають своєї мистецької та культурної цінності, проте для науки вони стають фактично втраченими. По суті, така діяльність зводиться до пошуку скарбів.
Самі археологи переважно негативно ставляться до вживання такого терміну. За словами археолога Ростислава Терпиловського:
|  | „Чорна археологія“ — термін, м'яко кажучи, некоректний. Насправді це гробокопство, грабіжництво». |

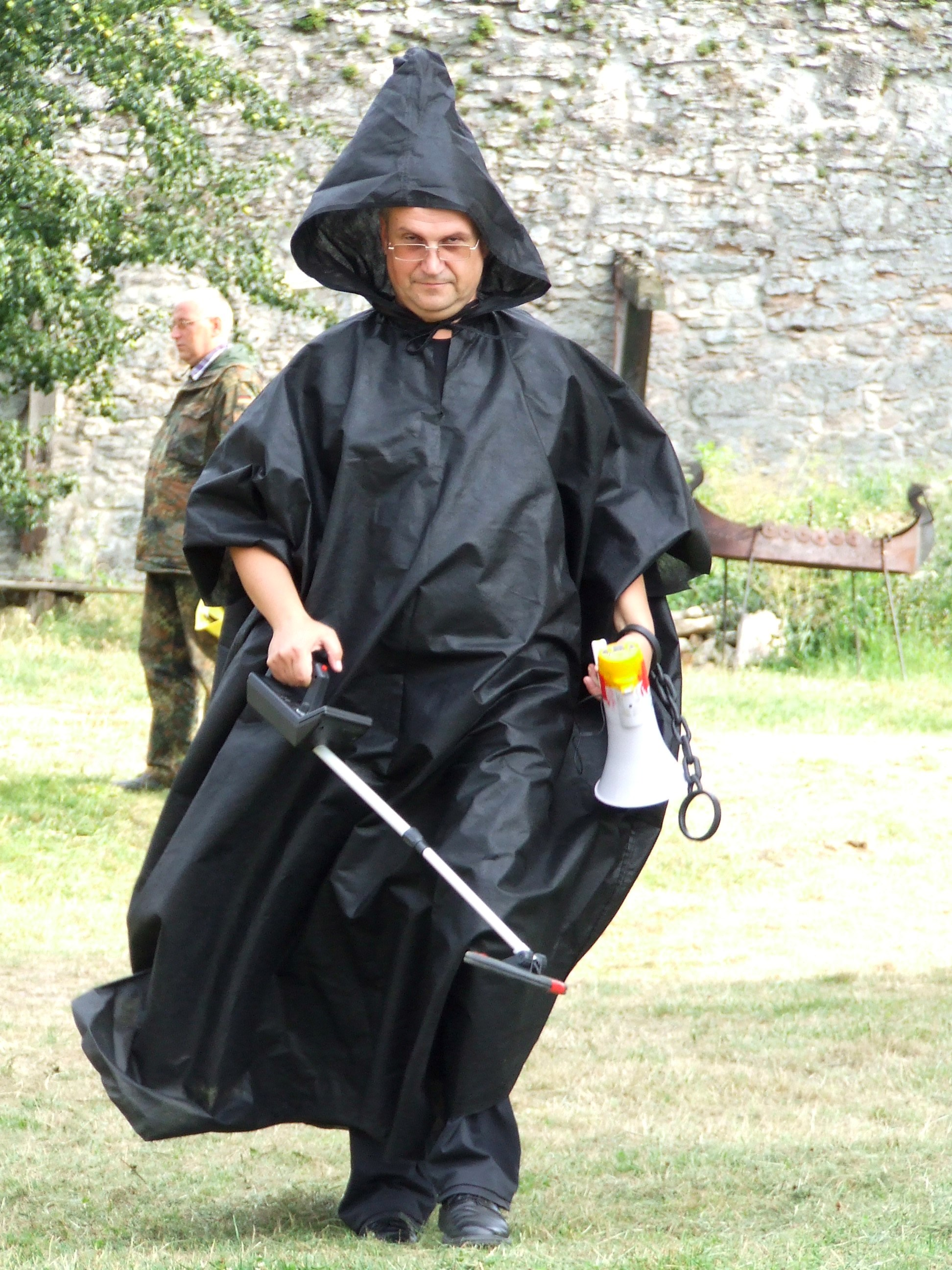
Історик Ігор Западенко грає роль «чорного археолога» на відзначенні Дня археолога у Меджибізькій фортеці. В руках він тримає металодетектор, як основний атрибут «чорних археологів».

Поява самого терміну «чорна археологія» на заміну «копачам», «шукачам скарбів» тощо пояснюється зміною предмету пошуків. Якщо шукачі скарбів полювали за речами, цінними з точки зору сучасної їм культури (як то вироби з дорогоцінних металів, твори мистецтва тощо), то сучасні «чорні археологи» не гребують тими знахідками, що цікавили раніше лише справжніх археологів. Справа, звісно, не в шукачах, які як були грабіжниками могил, так, по суті, ними і залишилися, а в тому, що змінився попит. Розвиток науки, розуміння цінності артефактів минувшини призвели до того, що керамікою, іржавою зброєю, грубими статуетками з простих матеріалів тощо почали цікавитися приватні колекціонери. Цей попит і породив «чорну археологію».
Формальною ознакою «чорної археології» є її незаконність та аматорський характер — відсутність дозволу на розкопки, а також те, що розкопки проводять не спеціалісти. Але відмінність полягає в самій суті — метою археології як науки є вивчення історії, отримання відомостей про минуле через вивчення давніх пам'яток, у той час як «чорних археологів» цікавлять лише артефакти минувшини самі по собі зазвичай з корисливою метою. Археологи, проводячи розкопки, збирають величезний масив інформації — місце заходження, супутні знахідки, розташування тощо. Усе це ретельно задокументовується. Розкоп можна зробити лише один раз, і, якщо не зібрати інформацію, яку можна в цей час отримати, вона буде втрачена назавжди. «Чорні археологи» натомість шукають лише те, що має комерційну цінність, та знищують всі інші складові археологічної спадщини.

#### Правовий статус
В Україні грабіж археології є злочином, регламентованим 298 статтею КК України (незаконне проведення пошукових робіт на об'єкті археологічної спадщини, знищення, руйнування або пошкодження об'єктів культурної спадщини), ст. 193 КК України (незаконне привласнення особою знайденого чи такого, що випадково опинилося у неї, чужого майна або скарбу, які мають особливу історичну, наукову, художню чи культурну цінність).
Відповідно до Закону України «Про охорону культурної спадщини» усі пам'ятки археології, в тому числі ті, що знаходяться під водою, включаючи пов'язані з ними рухомі предмети, є державною власністю. Такі рухомі предмети підлягають віднесенню до державної частини Музейного фонду України, обліку та збереженню у порядку, визначеному законодавством (ч. 2 ст. 17).
Якщо під час проведення будь-яких земляних робіт виявлено знахідку археологічного або історичного характеру, виконавець робіт зобов'язаний зупинити їх подальше ведення і протягом однієї доби повідомити про це відповідний орган охорони культурної спадщини, на території якого проводяться земляні роботи (ч. 1 ст. 36).

## Виявлення пограбованих місць за допомогою супутника

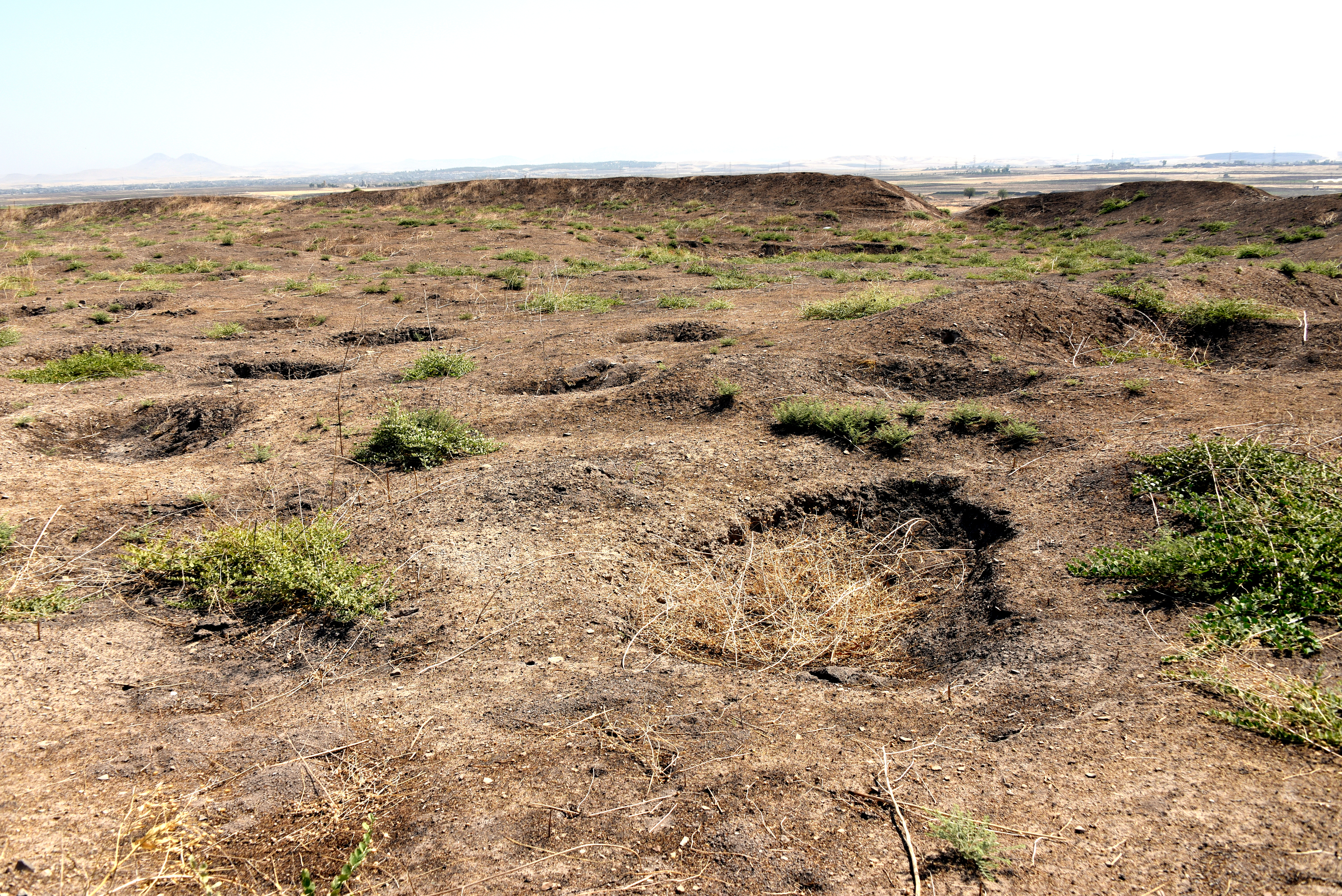
Характерні «віспини» на території, яку розкопали грабіжники археології. Алгоритми можуть розпізнати та позначити таке місце як підозріле

Незаконні розкопки залишають на поверхні археологічної пам'ятки характерні ями, які не схожі на зміни поверхні, що лишаються після археологічних розкопок. Супутникова зйомка є одним із методів, який використовується для виявлення місць грабежу археології, як шляхом виявлення нещодавніх грабежів, так і шляхом підтвердження повідомлень від місцевих жителів на місці, а останні технологічні досягнення дозволили використовувати програмне забезпечення, яке автоматично аналізує супутникові зображення, застосовані до цифрових моделей рельєфу (DEM), щоб знайти нерівності, що відповідають місцям грабежу. Супутники також ефективно використовувалися для спостереження за місцями, де, як відомо, відбувалися грабунки. Додаткові заходи повітряного спостереження за археологічними об'єктами, в тому числі за допомогою дронів, гелікоптерів та літаків, мали обмежене застосування через втручання місцевих органів влади та конфлікти. Супутникове зображення може бути ефективним для виявлення місць, які були пограбовані таким візуально чітким способом, але ця технологія неефективна при застосуванні до інших способів, за допомогою яких історичні пам'ятки можна розграбувати або пошкодити.